# Doug Gjertsen
Douglas Seneca Gjertsen, detto Doug (Phillipsburg, 31 luglio 1969), è un ex nuotatore statunitense.
Specializzato nello stile libero ha vinto la medaglia d'oro nella staffetta 4x200 m sl alle Olimpiadi di Seoul 1988 e di bronzo nella stessa specialità a Barcellona 1992.

## Palmarès
- Giochi olimpici

Seoul 1988: oro nella staffetta 4x200 m sl.
Barcellona 1992: bronzo nella staffetta 4x200 m sl.
- Giochi PanPacifici

1989 - Tokyo: oro nei 200 m sl e nelle staffette 4x100 m sl e 4x200 m sl, bronzo nei 100 m sl.